# 洛希豎琴足球會
洛希豎琴足球會（英語：Lochee Harp Football Club）是一個位於蘇格蘭洛希的初級足球會，於1904年創辦，綽號為豎琴。
洛希豎琴足球會在鄧迪愛爾蘭人社區洛希成立，為在這區工作的工人提供娛樂。球隊在1954年打進蘇格蘭初級盃決賽，但以2-1不敵森尼班克足球會。

## 榮譽
蘇格蘭初級盃
- 亞軍：1953-1954

### 其它榮譽
- 泰賽德足球超級聯賽冠軍：1984-85、1985-86
- 泰賽德足球甲級聯賽冠軍：1997-98
- 丹地足球初級聯賽冠軍：1904-05、1906-07、1910-11、1922-23、1923-24、1926-27、1928-29、1929-30、1930-31、1931-32、1934-35、1935-36、1937-38、1948-49、1949-50、1953-54、1954-55、1958-59、1960-61、1962-63、1960-61、1962-63
- 柯里（Findlay & Co）盃：1980-81、1985-86
- 甲級聯賽（Downfield SC）盃：1997-98
- 泰賽德德赖伯勒盃：1982-83
- 泰賽德區盃：1980-81、1985-86
- 信使盃：1927-28、1928-29、1933-34、1938-39、1942-43、1943-44、1948-49、1950-51、1952-53、1954-55、1958-59、1962-63、1965-66、1966-67
- Cream of the Barley盃：1986-;87

## 外部連結
- 官方網站
- Facebook

56°28′43″N 3°00′00″W / 56.478612°N 2.999900°W